# Automobilističke utrke 1896.
| Prethodna godina | Sljedeća godina |
| ---------------- | --------------- |
| 1895.            | 1897.           |

Automobilističke utrke 1896. obuhvaćaju osam utrka u automobilizmu koje su se vozile 1896. Četiri utrke su se vozile u Francuskoj, dvije u Sjedinjenim Američkim Državama i po jedna u Belgiji i Ujedinjenom Kraljevstvu. Osam različitih vozača je pobijedilo u osam utrka, dok je kod konstruktora najuspješniji bio Peugeot s četiri pobjede.

## Utrke
| Datum                  | Naziv utrke                                   | Pobjednik vozač  | Pobjednik konstruktor |
| ---------------------- | --------------------------------------------- | ---------------- | --------------------- |
| 26. travnja            | Bordeaux–Langon                               | Abel Bord        | Peugeot               |
| 24. – 25. svibnja      | Bordeaux–Agen–Bordeaux                        | Gaston Bousquet  | Peugeot               |
| 30. svibnja            | Cosmopolitan Magazine New York City–Irvington | Frank Duryea     | Duryea                |
| 11. srpnja             | Meeting of Spa                                | Albert Laumaillé | Peugeot               |
| 2. kolovoza            | Lyon–Lagnieu                                  | Alphonse Eldin   | Peugeot               |
| 7. – 11. rujna         | Rhode Island–Providencia                      | Andrew Riker     | Riker Electric        |
| 24. rujna–3. listopada | Paris–Marseille–Paris                         | Émile Mayade     | Panhard               |
| 14. studenog           | London–Brighton                               | Léon Bollée      | Bollée                |